# Metter (Fluss)
Die Metter ist ein 28,2 km langer Fluss im mittleren Baden-Württemberg überwiegend im Enzkreis, zuletzt im Landkreis Ludwigsburg, der in Bietigheim von links und Nordwesten in die unterste Enz mündet.

## Geographie